# Gare de Servon
Gare de Servon – przystanek kolejowy w Servon-sur-Vilaine, w departamencie Ille-et-Vilaine, w regionie Bretania, we Francji.
Jest przystankiem Société nationale des chemins de fer français (SNCF), obsługiwanym przez pociągi TER Bretagne.

## Położenie
Znajduje się na wysokości 49 m n.p.m., na 357,316 km linii Paryż – Brest, pomiędzy stacjami Châteaubourg i Noyal - Acigné.